# Carl Wetzel
Carl David Wetzel (Detroit, Michigan, 1938. december 12. –) amerikai profi jégkorongozó aki hét mérkőzésen lépett pályára az NHL-ben a Detroit Red Wings és Minnesota North Stars 1964 és 1968 között. Leginkább arról ismert, hogy az 1967-es jégkorong-világbajnokságon mely Bécsben volt, ő lett a bajnokság legjobb kapusa. 1970-ben és 1971-ben is tagja volt az USA csapatának. 1973-ban szögre akasztotta a korcsolyáját és a WHA-ban szereplő Minnesota Fighting Saintsből vonult vissza. Karrierje nagy részét alsóbb ligákban töltötte. 1987–1988-ban a Minnesota North Stars segédedzője volt.